# Hermann Preysing
Heinrich Hermann Preysing (* 28. Juni 1866 in Nordhausen; † 30. Oktober 1926 in Köln) war ein deutscher Hals-Nasen-Ohren-Arzt und Hochschullehrer.

## Werdegang
Preysing, der Sohn eines Schneidermeisters, studierte Medizin an den Universitäten Greifswald, München und Rostock. 1896 wurde er dort Assistent von Otto Körner an der Ohrenklinik. Nach der Promotion 1898 setzte er seine Ausbildung am Universitätsklinikum Halle (Saale) und in Breslau bei Emil Ponfick fort.
Von 1903 bis 1906 war er Assistenzarzt an der Ohren-, Nasen- und Halsklinik in Leipzig, wo er 1903 unter Adolf Barth habilitiert wurde. 1906 wurde er zum ordentlichen Professor an die Akademie für praktische Medizin nach Köln berufen, die später in die medizinische Fakultät der Universität Köln überging. In Köln leitete er zunächst von 1906 bis 1909 im Bürgerspital die otologische und ab 1909 auch dessen rhino-laryngologische Abteilung. Bis 1919 baute Preysing beide Teile zu einer leistungsfähigen HNO-Klinik aus.
Zur Neugründung der Universität Köln 1919 erhielt er die Amtsbezeichnung Ordinarius für Hals-Nasen-Ohren-Heilkunde. Preysing übernahm neben der HNO-Poliklinik im Bürgerspital auch die neue Universitäts-HNO-Klinik in der Lindenburg.
In wissenschaftlichen Arbeiten befasste sich Preysing vorwiegend mit pathologisch-anatomischen Arbeiten. Er war Mitautor des vierbändigen „Handbuchs der speziellen Chirurgie des Ohres und der oberen Luftwege“ von Leo Katz und Felix Blumenfeld, das mehrere Auflagen erlebte.
Preysing starb 1926 im Alter von 60 Jahren an Herzversagen und wurde auf dem Kölner Friedhof Melaten (Flur 20 (E)) bestattet. Die Grabstätte wurde mittlerweile abgeräumt.

## Schriften (Auswahl)
- Otitis media der Säuglinge. Bakteriologische und anatomische Studien. Bergmann, Wiesbaden 1904.
- Nachwort. In: Walther Poppelreuter: Erfahrungen und Anregungen zu einer Kopfschuß-Invalidenfürsorge. Heuser, Neuwied u. a. 1915; erweiterte 2. Auflage als: Aufgaben und Organisation der Hirnverletzten-Fürsorge (= Deutsche Krüppelhilfe. ZDB-ID 532240-6, Bd. 2). Voß, Leipzig 1916.